# Villeneuve-du-Paréage
Villeneuve-du-Paréage település Franciaországban, Ariège megyében. Lakosainak száma 752 fő (2022. január 1.). Villeneuve-du-Paréage Bonnac, Montaut és Pamiers községekkel határos.

## Népesség
A település népessége az elmúlt években az alábbi módon változott:
| Lakosok száma | 374  | 412  | 489  | 613  | 761  | 777  | 765  | 769  | 778  | 752  |
|               | 1968 | 1982 | 1990 | 2006 | 2013 | 2015 | 2017 | 2019 | 2020 | 2022 |